# Musée Fabre
Musée Fabre je umetnostni muzej v južnem francoskem mestu Montpellier, glavnem mestu departmaja Hérault, v Franciji.
Muzej je leta 1825 ustanovil François-Xavier Fabre, slikar iz Montpelliera. Muzej je v letu 2003 doživel prenovo v vrednosti 61,2 milijona evrov, ki je bila končana januarja 2007. Je ena glavnih znamenitosti Montpelliera in okolice glavnega mestnega trga, Place de la Comédie. Priznan je kot nacionalni muzej, ker ga je Ministrstvo za kulturo (Francija) razvrstilo kot Musée de France.

## Zgodovina
Mesto Montpellier je leta 1802 dobilo trideset slik, ki so bile v skromnem občinskem muzeju pod cesarstvom, ki se je premikal med različnimi začasnimi kraji. Leta 1825 je mestni svet dobil veliko donacijo Fabrejevih del in muzej uredil v prenovljenem Hôtel de Massillian. Uradno je bil odprt 3. decembra 1828. Fabrejeva velikodušnost je vzpodbudila sledilce, zlasti borznega posrednika Antoine Valedauja (1777–1836), ki je podaril svojo zbirko nizozemskih in flamskih mojstrov mestu (Rubens, David Teniers, Gerit Dou, ...). Ob Fabrejevi smrti leta 1837 je zbirko dopolnila zapuščina več kot sto slik in risb.
Leta 1864 je Jules Bonnet-Mel, zbiratelj umetnosti iz Pézenasa, zapustil 400 risb in 28 slik. Alfred Bruyas (1821–1876, zbiratelj umetnin in osebni prijatelj številnih pomembnih umetnikov svojega časa, med njimi Gustava Courbeta) je leta 1868 mestu dal dela iz svoje zasebne galerije, med njimi slike sodobnih umetnikov Gustava Courbeta, Eugèna Delacroixa, Alexandra Cabanela. Zaslužen je za to, da so muzejsko zbirko preselili v moderno dobo. Leta 1870 je Jules Canonge iz Nîmesa dal zbirko več kot 350 risb. Zapuščina Bruyasa z več kot 200 deli je dopolnila njegovo darilo iz leta 1877. Družina umetnika Montpelliera Bazilla (1841–1870) je darovala pomembne slike tega predhodnika impresionizma. 
Leta 1968 je gospa Pierre Sabatier d'Espeyran v skladu z voljo svojega moža, diplomata in velikega bibliofila, mestu podarila svoj hôtel particulier - Hôtel de Lunas, skupaj z njegovo vsebino. Stavba je bila zgrajena v obdobju tretje republike.
Okoli leta 2001 se je knjižnica izselila iz kompleksa in osvobodila veliko območje ter ponudila priložnost za večjo posodobitev in izboljšavo stavbe. Razstavni prostori so bili povečani s 3.000 na okoli 9.000 m2, vključno z začasno razstavno sobo na 1000 m2. Za sodobno slikarstvo je bilo ustvarjeno novo krilo. Preoblikovan je bil način ogleda, ki je sočasno poudaril okras, ki je ostal iz 19. stoletja (velika stopnišča, ki jih je oblikoval sam Fabre, Salle des Griffons s svojim neo-etruščanskim frizom, Fabrejevo nekdanje stanovanje s poslikanimi stropi in lestenci). Vhodna dvorana je okrašena z mozaikom, ki ga je oblikoval umetnik Daniel Buren.
Obnova je trajala štiri leta, stavba je bila ponovno odprta februarja 2007.

## Zbirke
Leta 2007 je zbirka vključevala 1800 slik, 300 kipov, 4000 risb in 1500 gravur. Razstavljenih je le 900 del.

### Slike 15. do 18. stoletja
Nekaj najbolj znanih slikarjev v muzeju:
Francozi : Sébastien Bourdon, Nicolas Poussin (Venus and Adonis), Simon Vouet, Gaspard Dughet, Charles Le Brun, Nicolas de Largillière, Hyacinthe Rigaud, Jean-Baptiste Oudry, Carle Van Loo, Claude Joseph Vernet, Jean-Baptiste Greuze : 9 slik, tudi Le Petit Paresseux, Twelfth Night Cake, Hubert Robert, Jacques-Louis David 5 slik, tudi Hector, Portret doktorja Alphonsa Leroyja.
Italijani: Jacopo Bassano, Paolo Veronese, Annibale Carracci, Alessandro Allori  3 slike, tudi Venera in kupid, Federico Zuccari, Bernini, Il Guercino 2 sliki, Domenichino 2 sliki, Salvator Rosa, Luca Giordano, Mattia Preti, Francesco Guardi, Giovanni Pannini.
Flamci in Holandci :Pieter Brueghel mlajši 2 sliki, Peter Paul Rubens 3 slike,  Jacob Isaakszoon van Ruisdael 3 slike, Gerrit Dou, Gabriel Metsu 2 sliki, Frans van Mieris the Elder Mladenka niza bisere, Gerard ter Borch, Jan Steen 2 sliki, Adriaen van Ostade, David Teniers mlajši 8 slik.
Španci : Francisco Zurbarán 2 sliki, tudi Angel Gabriel, Jusepe Ribera
Drugi : Anton Raphael Mengs, Joshua Reynolds

### Slike 19. in 20. stoletja, s številnimi fauvisti
- Frédéric Bazille (Vue de village, Aigues-Mortes, La Toilette, Atelier de la rue Furstenberg)
- François-Léon Benouville (Ahilov gnev)
- Gustave Courbet 15 slik, tudi Kopalke, Bonjour Monsieur Courbet
- Eugène Delacroix (Fantazija, Alžirke v svoji sobi)
- Kees van Dongen (Portrait Fernande Olivier)
- Raoul Dufy
- Jean Hugo
- Albert Marquet
- Pierre Soulages
- Nicolas de Staël
- Claude Viallat
- Maria Helena Vieira da Silva

- Bonjour, Monsieur Courbet (Gustave Courbet)
- Vue de village (Frédéric Bazille)
- Frédéric Bazille pri štafelaju (Pierre-Auguste Renoir)
- Sv. Agata (Francisco de Zurbarán)
- Venera in kupid (Alessandro Allori)

### Kipi
- Antoine Bourdelle
- Jean-Antoine Houdon (Poletje, Zima)
- René Iché
- Aristide Maillol
- Germaine Richier